# Jean Walter
Pour les articles homonymes, voir Walter.
Jean Walter, né à Montbéliard (Doubs) le 10 mai 1883 et mort à Dordives (Loiret) le 10 juin 1957, est un architecte et industriel français.
Représentatif du style Art déco, il s’est illustré dans trois domaines architecturaux : le logement social, l’architecture hospitalière et l'immobilier de luxe. Il fut aussi un acteur de l'industrie minière.

## Biographie
Fils d'un entrepreneur de travaux publics, Jean Walter est diplômé en 1902 de l'École spéciale d'architecture.
Blessé pendant la Première Guerre mondiale, il la termine comme attaché militaire de Clemenceau.
Ayant détecté en 1925, près d’Oujda au Maroc, un riche gisement de plomb, de zinc et de soufre, il fonde en 1935 la Société des mines de Zellidja à Sidi Boubker qui lui apporte d'importants revenus. Plus tard, en mécène, il fonde en 1939 les bourses Zellidja — qui permettent à des lycéens d'acquérir, en complément de leur formation scolaire, autonomie et esprit d'entreprise —, puis la fondation Zellidja.
Sa première épouse Jeanne Walter, née Rigal, finance la revue Plans, dont elle assure la direction de rédaction et à laquelle elle contribue. Le couple a un fils, Jacques Walter, qui financera, dans les années 1950, une grande partie de la presse modérée au Maroc.
Devenu veuf, il épouse en 1941, en secondes noces, sa maîtresse, l'aventurière Juliette Guillaume (1898-1977), dite « Domenica », veuve du marchand et critique d’art Paul Guillaume (1891-1934).
Incarcéré à la prison de Fresnes pour faits de résistance de la fin de l'année 1943 au mois d'août 1944, il y rédige son ouvrage théorique Renaissance de l’architecture médicale.
En 1957 à Souppes-sur-Loing, sortant du restaurant où il déjeune chaque dimanche, Jean Walter est renversé par une voiture, mais son épouse, refusant qu’on appelle une ambulance, choisit de le conduire à l’hôpital de Montargis dans leur voiture avec son amant médecin, le Dr Lacour. À l’arrivée aux urgences, Jean Walter est mort. La veuve prend soin de placer son frère Jean Lacaze à la tête de la mine de Zellidja.

## Œuvres principales
Jean Walter s’intéresse très tôt au logement social, ainsi qu’au concept de cité-jardin. Il prône l’industrialisation du bâtiment et la rationalisation de la conduite des chantiers, principes qu’il appliquera à l’architecture hospitalière.
Il édifie en 1908 deux cités ouvrières à Montbéliard pour les manufacturiers Japy, l'immeuble dit le « Lion de Peugeot », considéré comme son chef-d'œuvre de jeunesse en 1909, puis un ensemble de pavillons bâtis autour d’un jardin à Paris (la petite Alsace située au 10, rue Daviel dans le 13e arrondissement) pour la société L’Habitation familiale fondée par l’abbé Viollet et une autre cité-jardin à Draveil en 1914. La cité-jardin Saint-Paul dite « cité-jardin de Frileuse Aplemont » sur le plateau de la ville du Havre est réalisée selon ses plans de 1919 à 1935. Cette cité fut entièrement détruite par les bombardements en septembre 1944.
Il réalise en 1931 quelques immeubles de luxe dans le 16e arrondissement parisien, en particulier les immeubles Walter situés dans le quadrilatère boulevard Suchet, avenue du Maréchal-Maunoury, rue Ernest-Hébert, place de Colombie.
Il se spécialise ensuite en architecture hospitalière. Il est le premier à introduire en France le modèle américain de l'hôpital en hauteur, encore appelé « hôpital-bloc ». Il construit, en collaboration avec Urbain Cassan, l’hôpital Beaujon à Clichy en 1932-1935 et, en collaboration avec Louis Madeline la cité hospitalière de Lille en 1934-1953, puis la nouvelle faculté de médecine de Paris sur l’emplacement de l’hôpital de la Charité dans le 6e arrondissement en 1937-1954.

Œuvres de Jean Walter
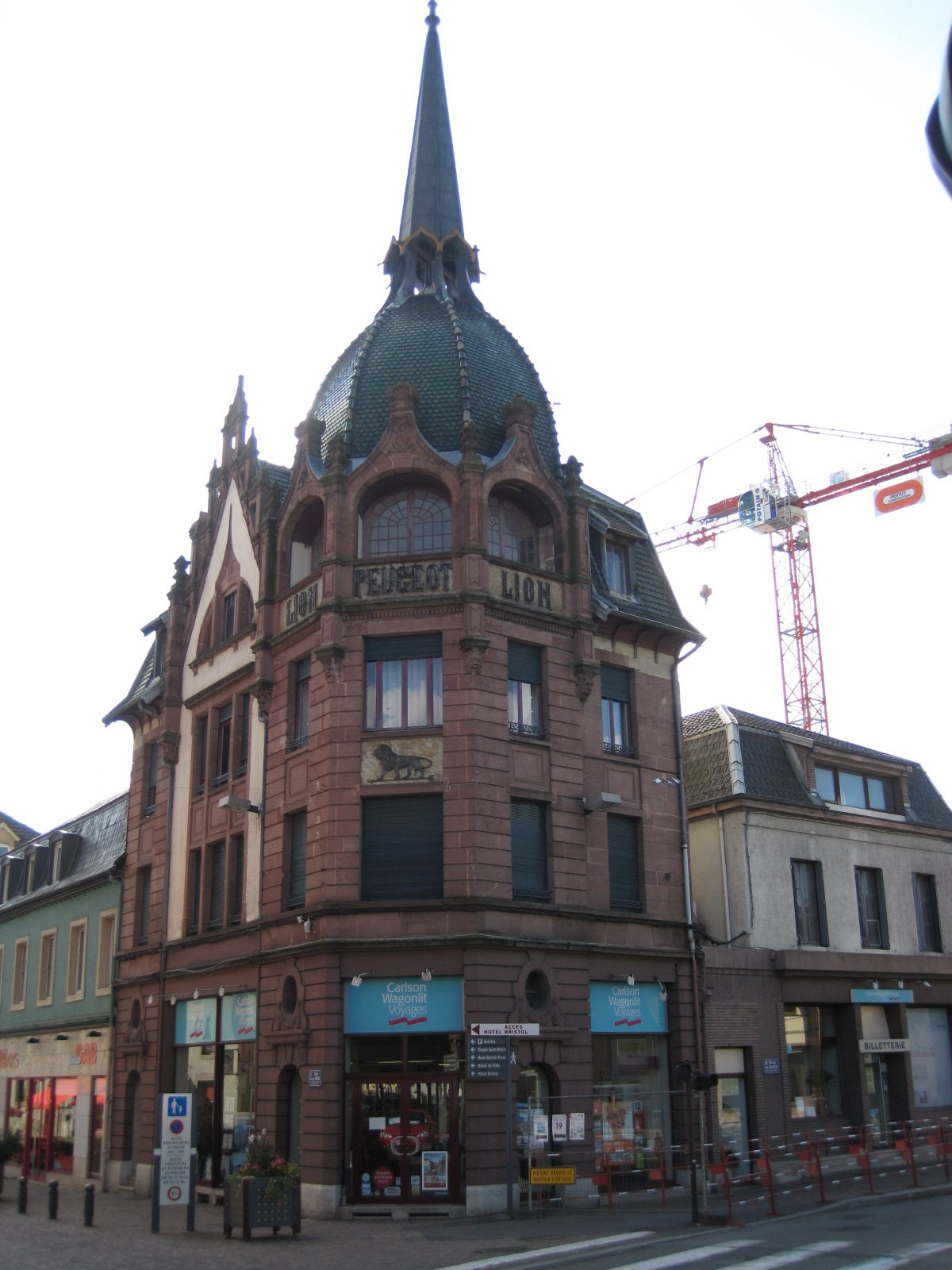
Immeuble du Lion de Peugeot (1909), Montbéliard.
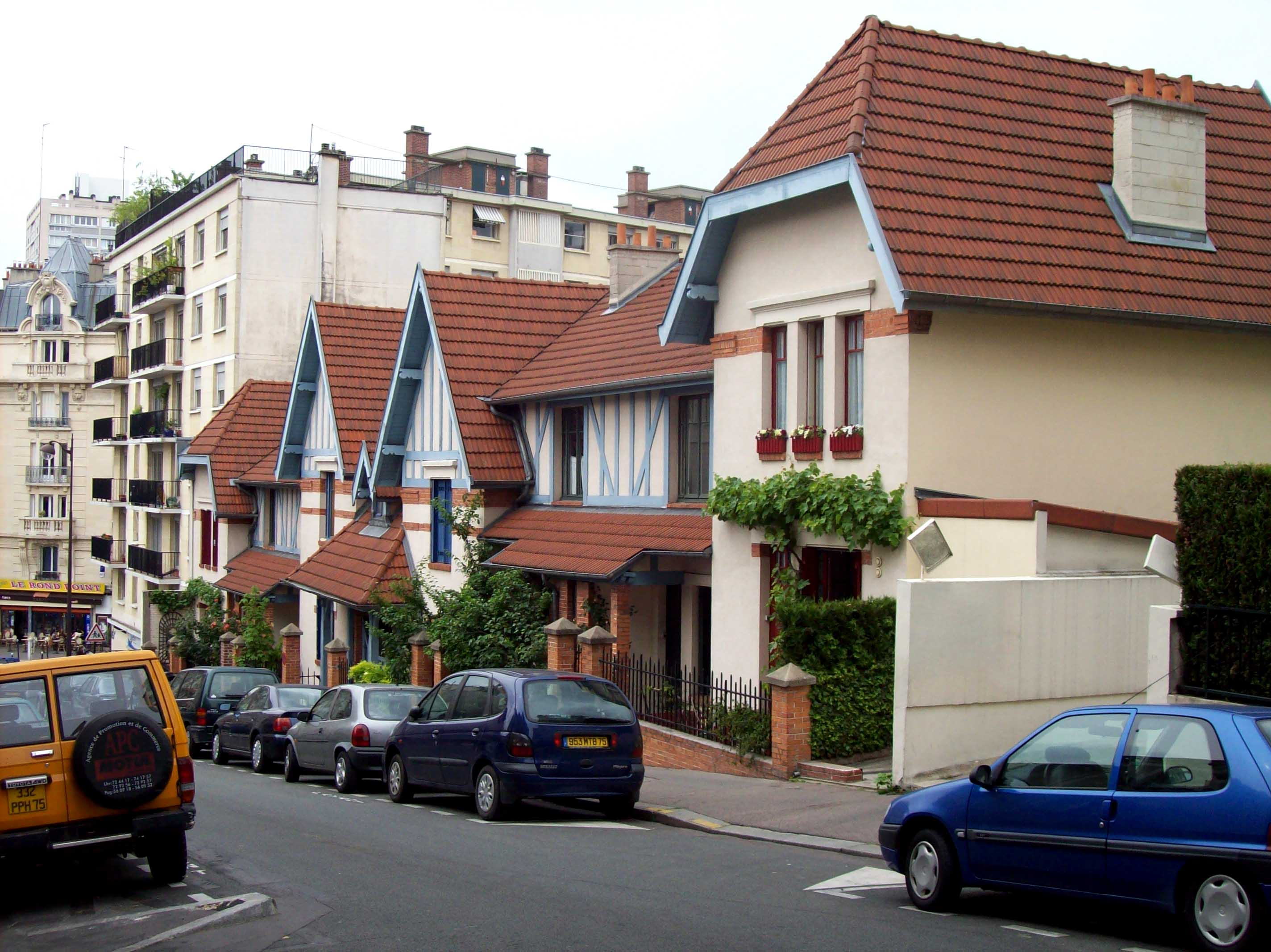
La petite Alsace (1912), Paris, rue Daviel.
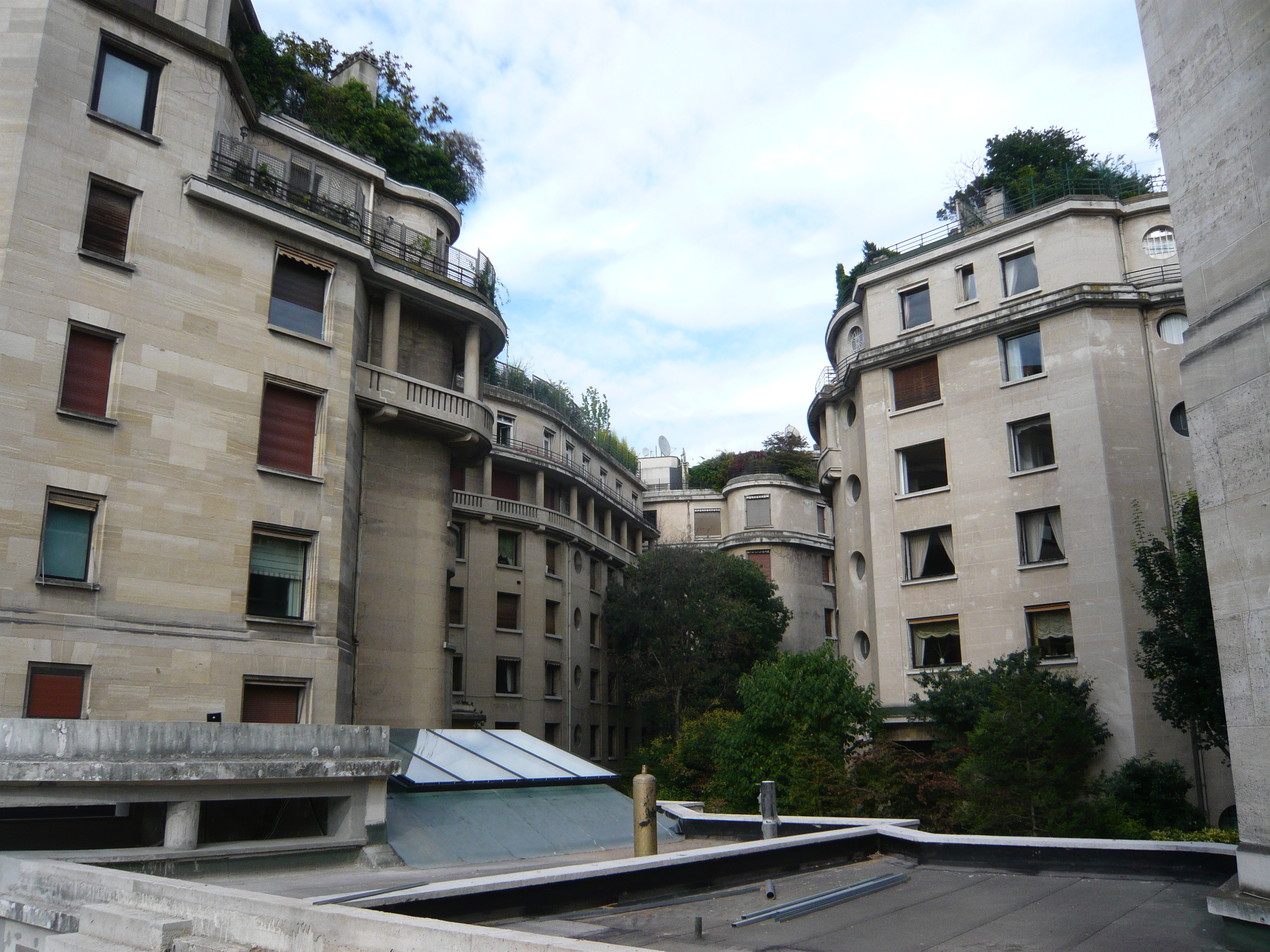
Immeubles Walter (1931), Paris, porte de la Muette.
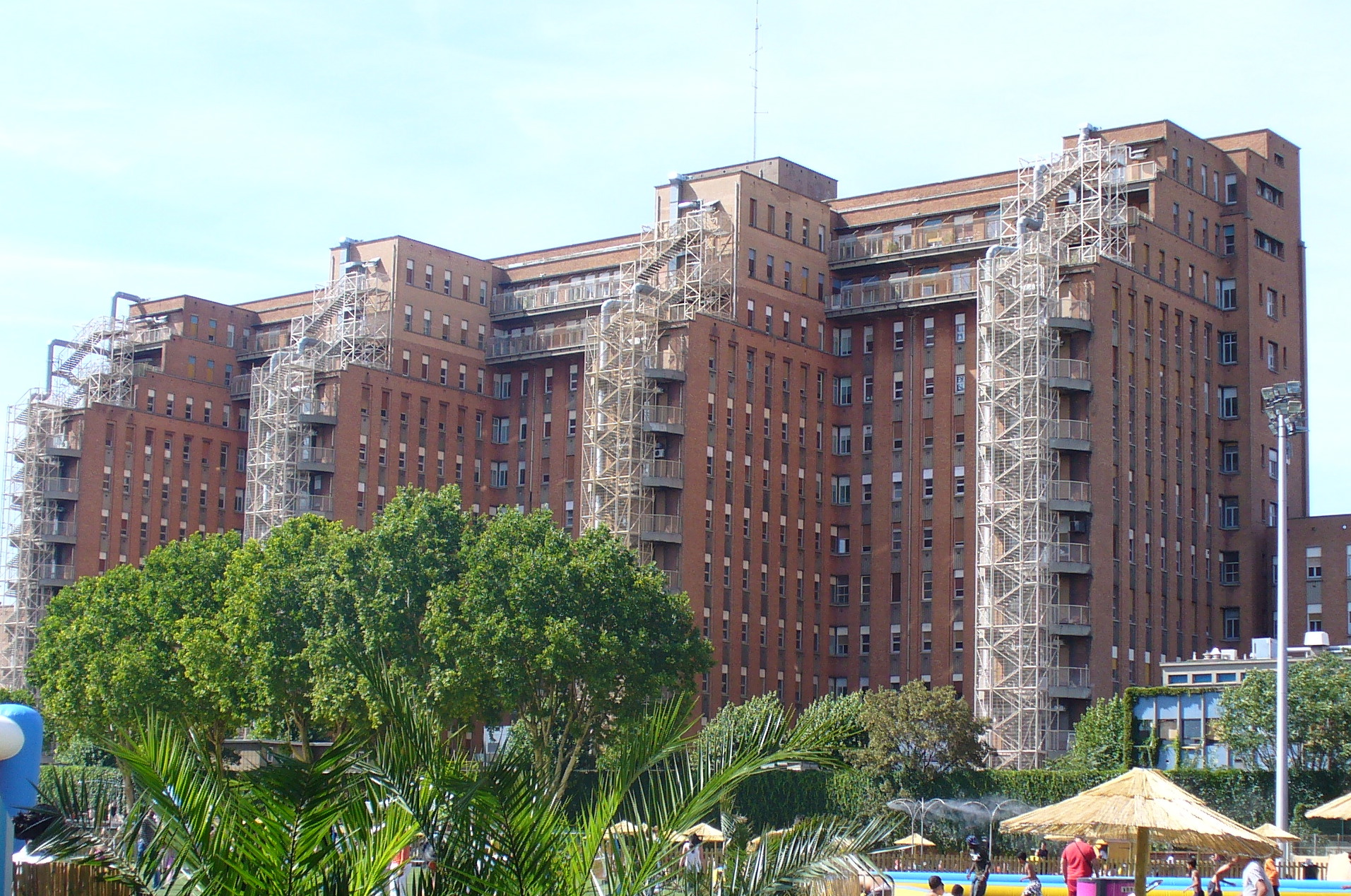
Hôpital Beaujon (1935), Clichy.

## Publications
- Renaissance de l’architecture médicale, Paris, E. Desfossés, 1945, 209 p., ill.

Les papiers personnels de Jean Walter sont conservés aux Archives nationales sous la cote 357AP (notice relative à ce fonds dans la salle des inventaires virtuelle des Archives nationales).